# Bataljon Artillerie
Met de reorganisatie van Defensie van 2009 werden alle artillerie-eenheden van het Belgisch leger afgeschaft, op een na. De enige overblijvende eenheid ontstond door de samensmelting van het 2de Regiment Veldartillerie (2A, die op haar beurt enkele jaren voordien de Batterij Veldartillerie Para Commando had geïntegreerd), het 14de Regiment Luchtdoelartillerie (14A) en het Departement Artillerie (traditiedrager van het 6de Artillerie). De nieuwe eenheid is operationeel sinds juli 2010. Ze werd omgedoopt tot Bataljon Artillerie en adopteerde het vaandel van het 2de Regiment Veldartillerie.
Het Bataljon Artillerie is vandaag actief op twee plateaus:
De hoofdgroep is gekazerneerd in het Kwartier West in Brasschaat, dat al sinds 1820 een vooraanstaande rol speelt in de rijke geschiedenis van de (Belgische)artillerie en dat decennialang onderdak bood aan o.a. het 6e Bataljon Artillerie en de Artillerieschool, onder tal van diverse benamingen. De mascotte van de hoofdgroep is een bok en de stad Lier is sinds 2011 peterstad voor het 2de artillerie, nadat het sinds 1962 al peterstad was van het tweede bataljon artillerie. De stad Lier schenkt, als peterstad, telkens een nieuwe bok bij overlijden van de vorige bok.

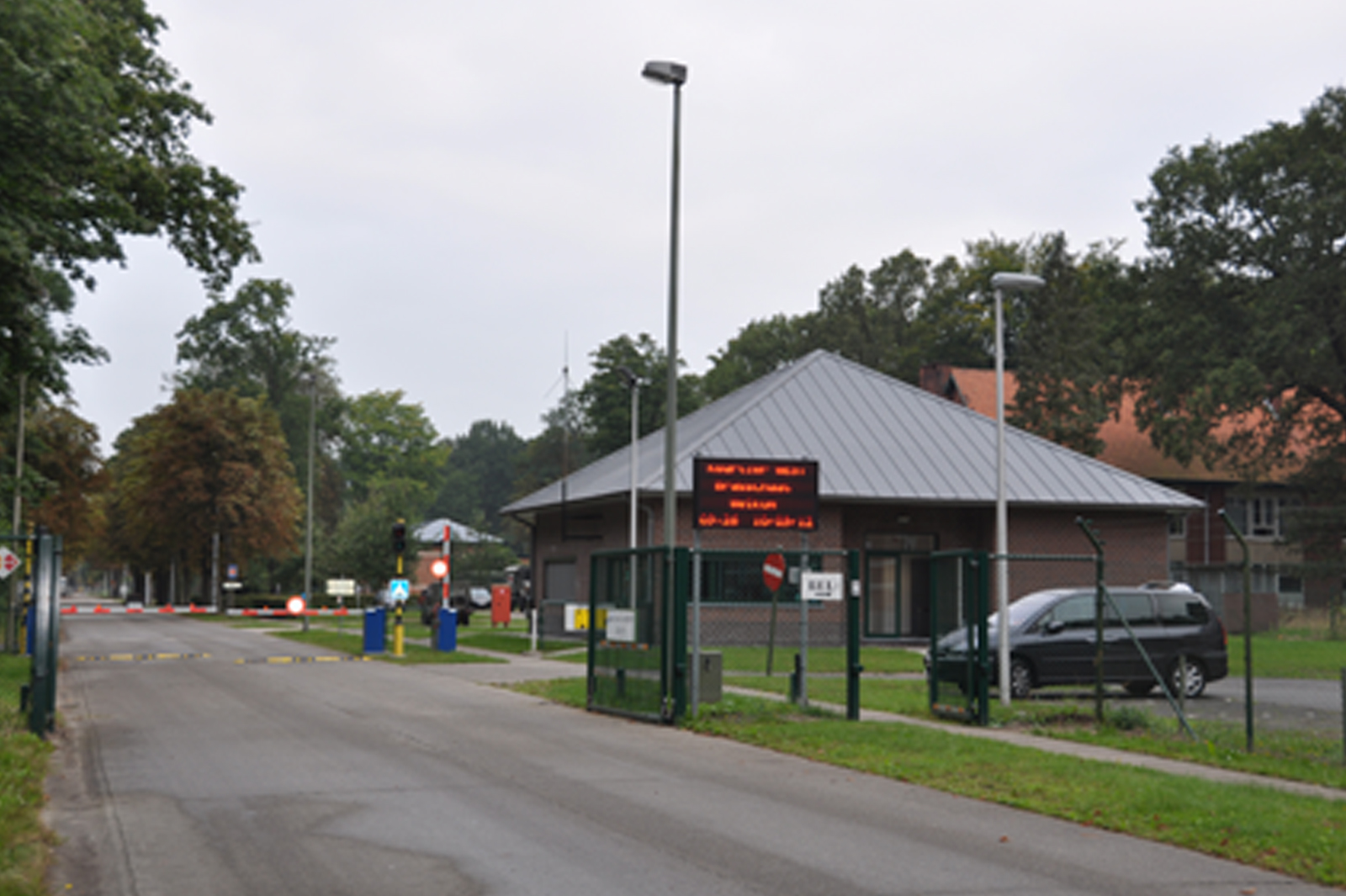

Daarnaast is er het Kamp van Lombardsijde, dat traditioneel de thuisbasis vormde voor het 14e Regiment Luchtdoelartillerie en de Luchtdoelartillerieschool.

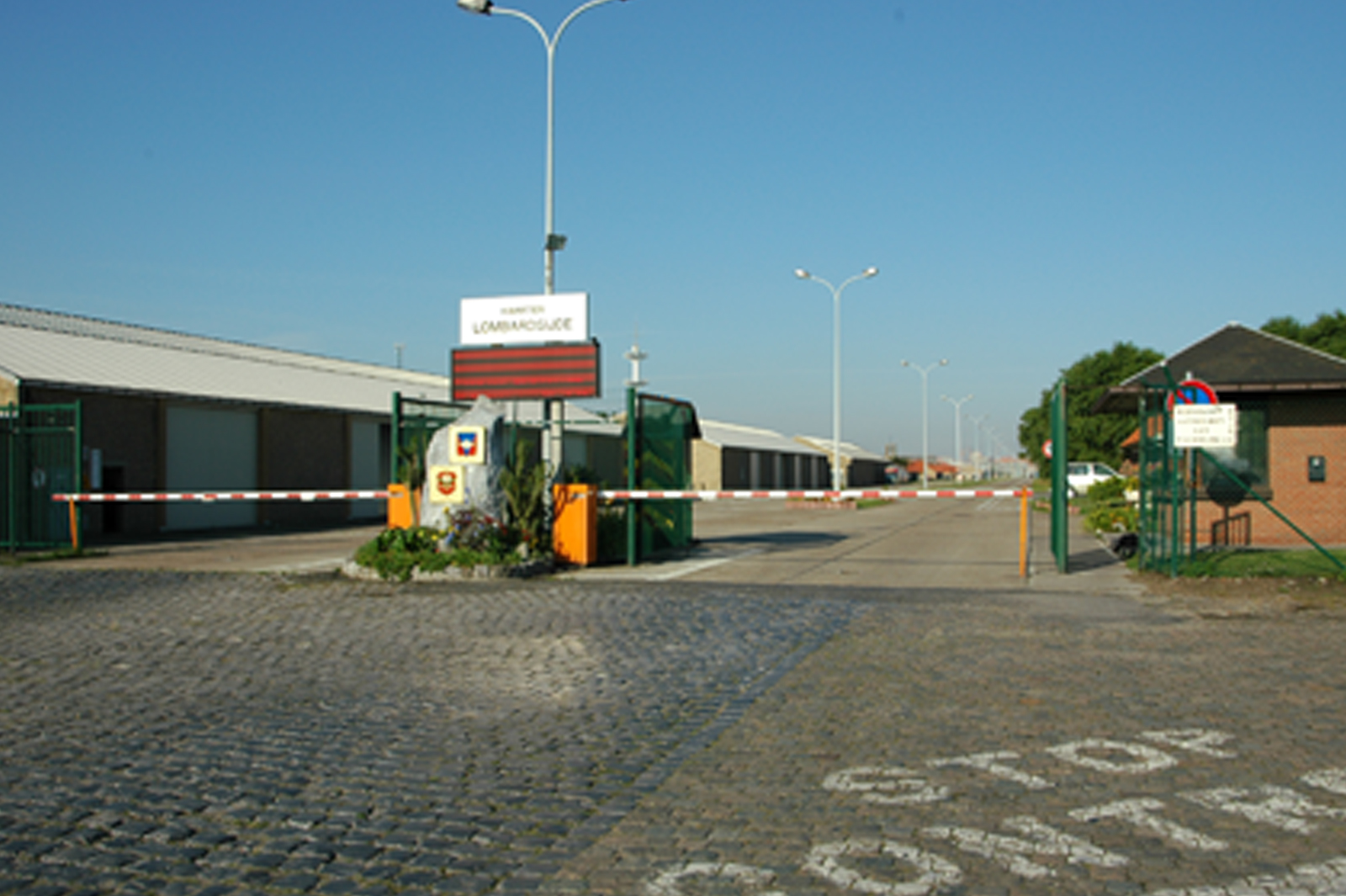
Ingang Kwartier van Lombardsijde Nieuwpoort

## Standaard

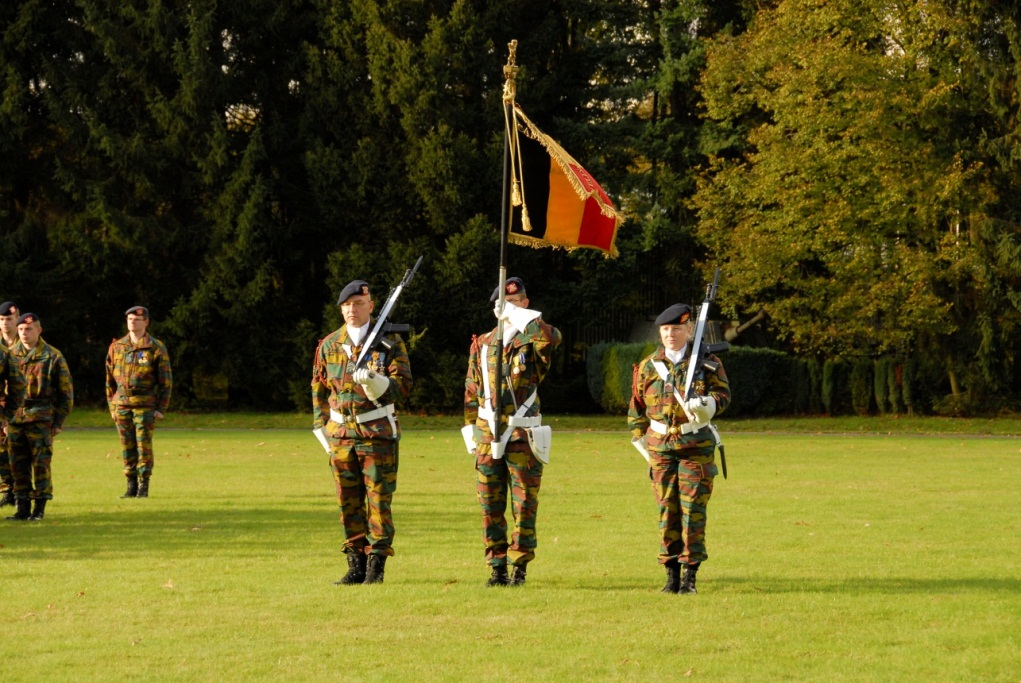
standaard Bataljon Artillerie

Het koninklijk besluit nr. 6158a van 22 september 1919 kende een standaard toe aan elk artillerieregiment. Koning Albert I overhandigde de standaard van het 2de Artillerieregiment op 29 maart 1921 te Beverlo. Niettegenstaande de verschillende hervormingen van het leger behield het 2de Artillerieregiment, als actieve eenheid, zijn embleem tot 1940.
Op 27 mei ’s avonds werd de standaard overgebracht naar het hoofdkwartier van de 2de infanteriedivisie. De volgende dag werd het vaandel naar de Staf van het IVde Legerkorps gebracht en daarna toevertrouwd aan het Groot Hoofdkwartier, waar het doek werd verbrand. De leeuw werd op 2 maart 1945 aan het Koninklijk Museum van het Leger overgedragen.
In 1946 nam het 2de Artillerieregiment haar tradities weer op. Door een ministeriële omzendbrief van 28 juni werd de standaard opnieuw toegewezen aan het regiment en werd bepaald dat een nieuw doek diende vervaardigd te worden.
Op een plechtigheid in Brussel op 4 december 1946 overhandigde de commandant van het 2de Artillerieregiment uit 1940 de standaard aan de toenmalige Minister van Landsverdediging die hem op zijn beurt overhandigde aan de korpsoverste van het nieuwe regiment.
In 1951 werd het 2de Artillerieregiment hervormd tot het 2de Artilleriebataljon, welke de standaard als actieve eenheid bewaarde tot juni 2010.
Bij haar oprichting op 1 juli 2010 werden de tradities en de standaard overgedragen aan het Bataljon Artillerie.
De standaard draagt op de recto-zijde in het Frans en de versozijde in het Nederlands de opschriften: “VELDTOCHT 1914 – 1918 – IJZER – ANTWERPEN”

## Logo
Het Logo ontstond uit een bundeling van ideeën van mensen van het bataljon zelf.
Het grafisch ontwerp werd uitgevoerd door Adjudant De Vijlder

### De Latijnse spreuk
“Regis Ultima Ratio”: De artillerie wordt ingezet als laatste hoop van de koning.

### De kroon
Staat voor Koninklijke Artillerie.

### De gekruiste kanonnen en kanonskogels
Verwijzen naar de verbondenheid met het artilleriewapen in het algemeen.

### De klauwende leeuw
Verwijst enigszins naar België (wordt ook hernomen in het wapenschild van België) omdat het Bataljon Artillerie de enige artillerie-eenheid is in de Belgische Defensie.
Anderzijds verwijst hij naar de moed en de kracht van de artilleristen.
De leeuw is ook de koning der dieren en gezien de ondereenheden / batterijen ook een dier als mascotte hebben was dit een logische keuze. De leeuw als leider van het geheel.

### De ring
Symboliseert de eenheid / verbondenheid van de verschillende artilleriecapaciteiten aanwezig in het Bataljon Artillerie.
Duidt ook op het samensmelten van alle artillerie-eenheden tot één geheel.
De eenheidsnaam werd toegekend op 15 oktober 2010 en wordt gedeeltelijk links en rechts in het Nederlands vermeld. De Nederlandstalige vermelding duidt erop dat het bataljon als eenheid nog enkel Nederlandstalig is.
De leuze “Regis Ultima Ratio” wordt onderaan op de ring tussen de zundgaten van de gekruiste kanonnen vermeld.

### De kleuren
De gebruikte kleuren zijn de metaalkleuren
uit de heraldiek namelijk goud en zilver.